# کرانه‌دندان
کرانه‌دندان (نام علمی: Aegialodon dawsoni) نام یک گونه از رده پستانداران است.